# Serra de Finestres
La Serra de Finestres és una unitat de relleu situada a la comarca de la Garrotxa, essent el límit natural entre el municipi de Sant Aniol de Finestres, situat al sud de la serra, amb els límits de Santa Pau i Mieres, situats al nord i al nord-est. El nom de Finestres deriva de finis (fita, terme) i del sufix -ter, evolucionant a finister (finestres), a aquest topònim se li atorga el significat de guaita, mirador, talaia...
La Serra de Finestres és una formació muntanyenca d'aproximadament 4,5 km de recorregut que forma part de la Serralada Transversal, entre les fosses de Santa Pau i Mieres, al nord i al nord-est, i les valls d'Hostoles i del Llémena, al sud-oest i al sud. La serra rau damunt del sòcol paleozoic, on els materials eocènics de les vores de la Depressió Central es caracteritzen per l'alternança de gresos, que passen lateralment a conglomerats fins, amb les margues d'un gris blavós anomenades xalió, impermeables però inconsistents, essent la major part dels materials eocens conglomerats i microconglomerats sobre margues i arenisques.
L'altitud mitjana de la serra és de 800 m enllaça a ponent amb la del Corb per la capçalera de la Vall de Llémena, i, a llevant, amb la serra de Rocacorba pel llindar excavat per la capçalera del riu Tort, afluent dret del Ser. la serra de Finestres s'inicia a l'est sobre el collet de la Palomera, on es troba el poblat ibèric que duu aquest mateix nom. El puig de Finestres és la primera gran elevació que trobem de l'est, és en aquest cim on hi ha el castell de Finestres (960 m) La documentació més antiga sobre la fortificació ens apunta que devia ser la concessió de la Serra de Finestres, atorgada per Guifre II Borrell, comte de Barcelona-Girona, el 906, com a feu comtal de Cerdanya-Besalú. A poca distància del Castell hi trobem el Santuari de Santa Maria de Finestres, la primera notícia que es té és l'acta de consagració de l'any 947, on s'esmenta que és l'església del Castell de Finestres. Seguint en direcció nord-oest, trobem el pas natural del Forat de l'Ovella entra la roca, aquest comunica els dos vessants, on s'hi observa el contrast de vegetació entre les dues carenes, al nord bosc caducifoli, fagedes, i el sud, bosc perennifoli, alzinars.
L'altitud s'incrementa a mesura que la serra avança cap al nord-oest, fins a arribar en el punt més alt, el cim de Puigsallança, 1026 m. Davant d'aquest al sud-oest hi trobem el turo de Faig Rodó, 1018 m, on encara hi ha la presència de dos enormes faigs. La serra continua fins a enllaçar amb la del Sagalars, la del Corb i amb la de les Medes. Presenta un relleu encinglat, formant diverses lleixes, densament poblades per alzinars a la cara sud, al nord hi trobem fagedes situades a les parts més elevades i alzinars a la base de la serra. També hi trobem rouredes en les zones situades al nord-oest, a les proximitats de Ventós. És en aquesta part, nord-oest on trobem el llegat de l'antiga activitat volcànica, com són els volcans del coll de Fontpobre, el volcà de Can Tià i el coll de Can Barrau.

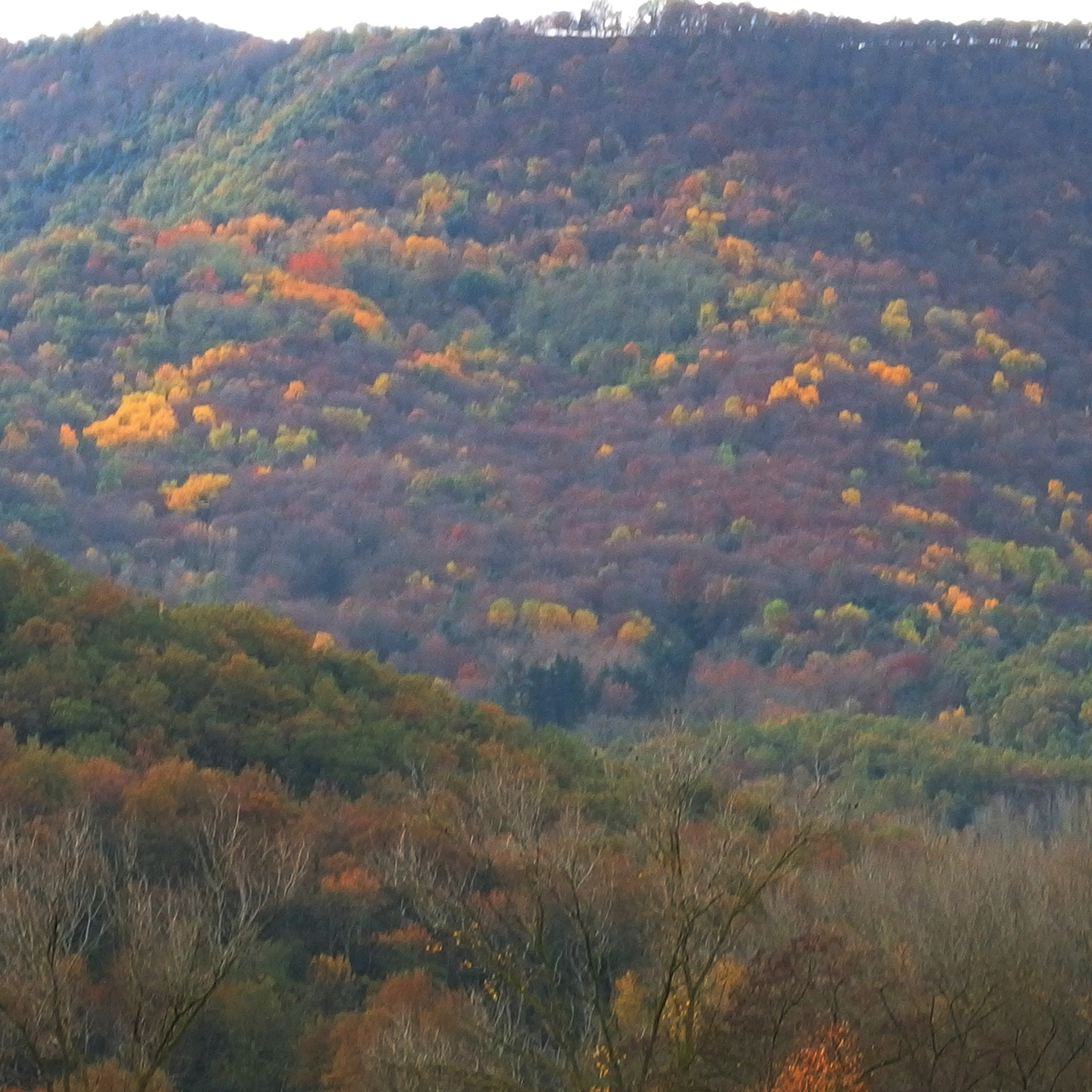
Serra de Finestres, vista des de la banda de Santa Pau